# Landborgspromenaden

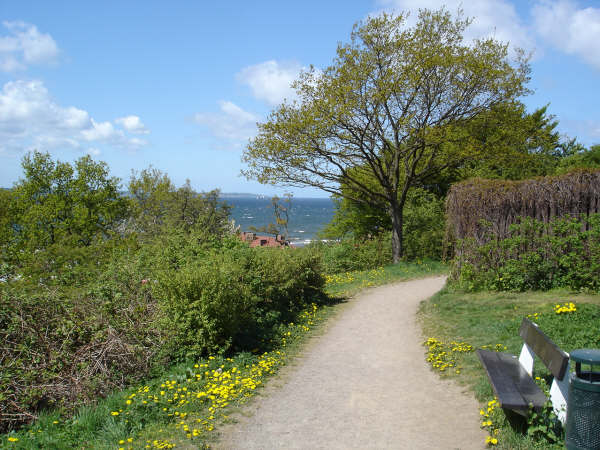
Utsikt mot Öresund.

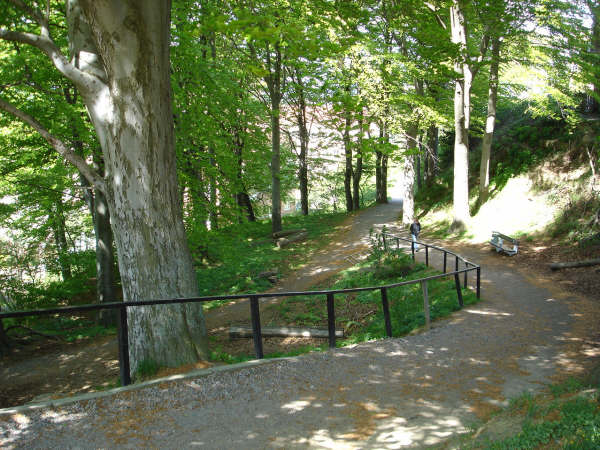
Gångstråk.

Landborgspromenaden är ett 13 kilometer långt vandringsstråk genom Helsingborg som sträcker sig längs abrationssbranten landborgen. Sträckan är indelad i sydlig och en nordlig del, båda med utgångspunkt från Kärnan. Promenaden kopplades 2004 ihop med Skåneleden. Den går genom flera parker och erbjuder på sina ställen en vid utsikt över Öresund, tillika olika natur- och kulturupplevelser. Helsingborgs stad föreslår i sin översiktsplan från 2002 att landborgspromenaden ska göras till nationalstadspark. Även en skrivelse från regeringen föreslår landborgspromenaden som en möjlig nationalstadspark.

## Kärnan–Sofiero
Den nordliga sträckningen var den första att läggas ut. Redan 1896 föreslog stadsträdgårdsmästaren i Stockholm, Alfred Medin, att en promenad skulle kunna sträcka sig från Kärnans plantering över Hälsan, längs platån och fram till Pålsjö. Detta skulle enligt Medin kunna "... blifva en promenad, hvartill motstycke i vårt land svårligen kunde finnas...". Det dröjde dock till 1900-talets mitt innan promenaden började läggas ut. Mellan 1959 och 1976 lades den norra promenaden ut efter ritningar av stadsträdgårdsmästare Arvid Bengtsson. Den följde till stor del Medins ursprungliga tanke med sin sträckning längs landborgsplatåns kant, från Kärnan, via Hälsodalen och mot Pålsjö. En förutsättning för promenadens tillblivelse var att den planerade Öresundsgatan på Tågaborg, som skulle gått längs landborgskanten, inte blev av. Därmed blev sträckan istället utnyttjad som promenad. Förutom Hälsodalen och Öresundsparken sträcker sig den norra promenaden genom, eller i närheten av, Vikingsbergsparken, Margaretaplatsen, Pålsjö skog med Pålsjö slott och slutar vid Sofiero slott.

### Bildgalleri

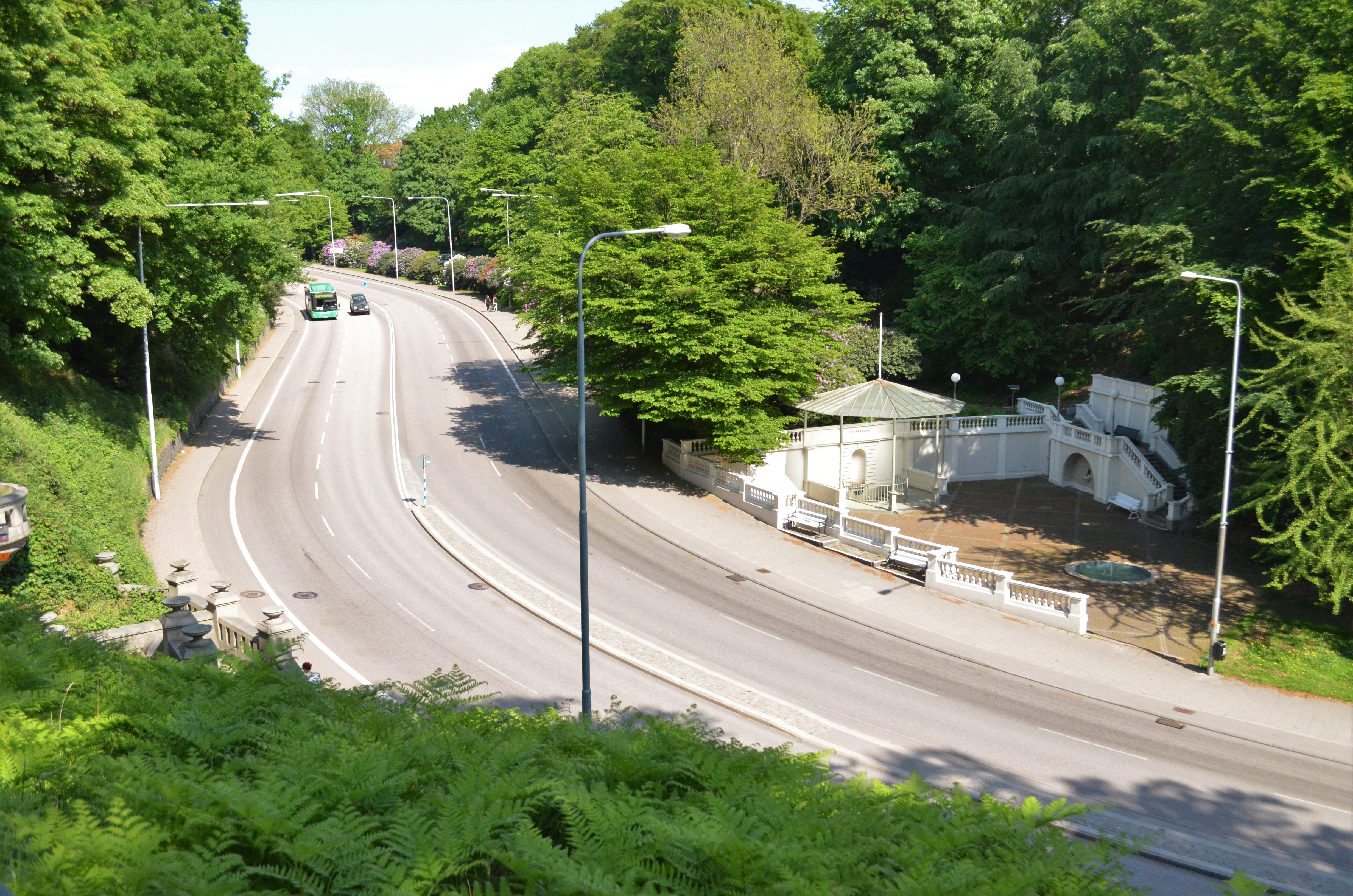
Hälsodalen.
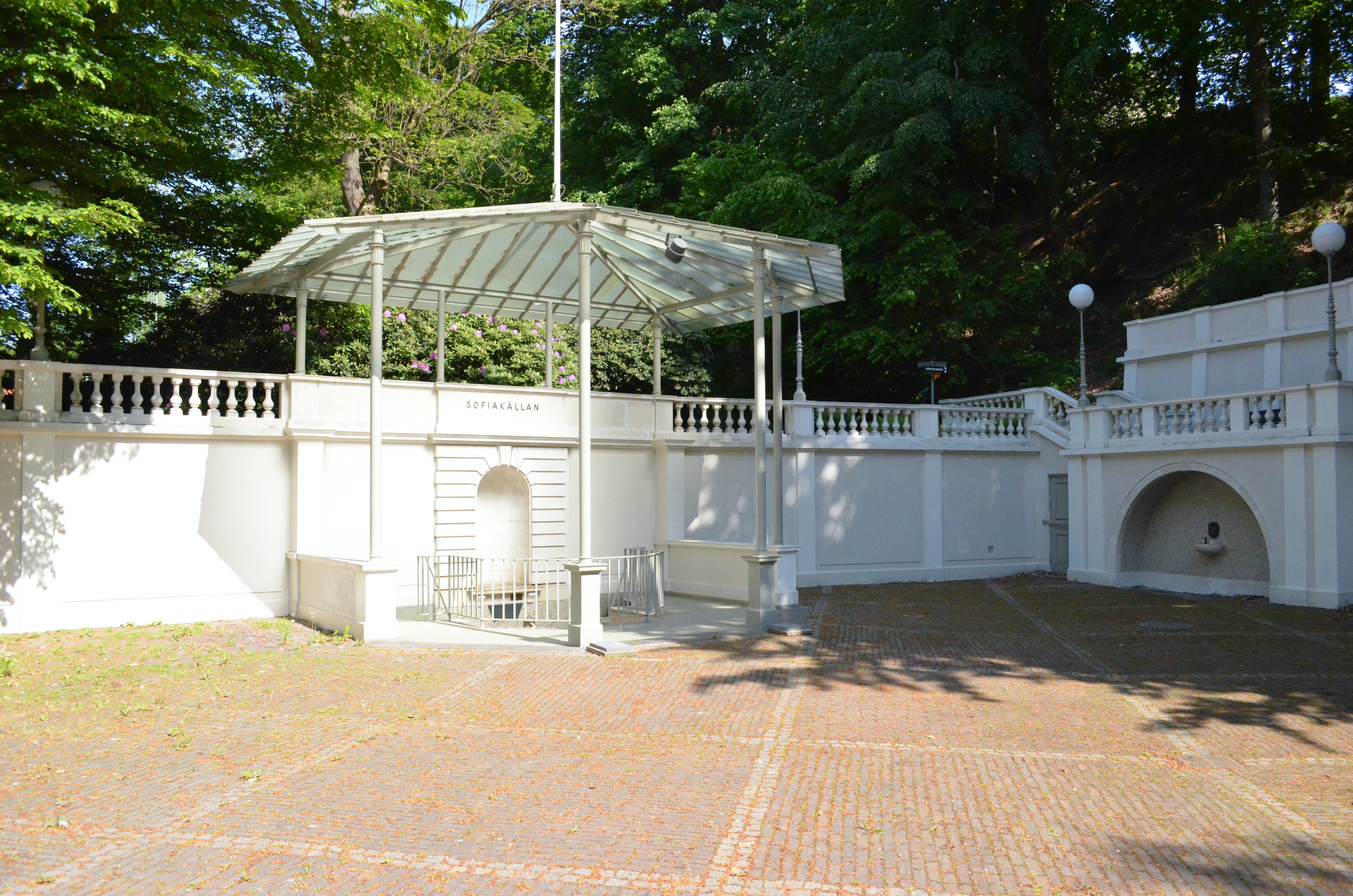
Sofiakällan.
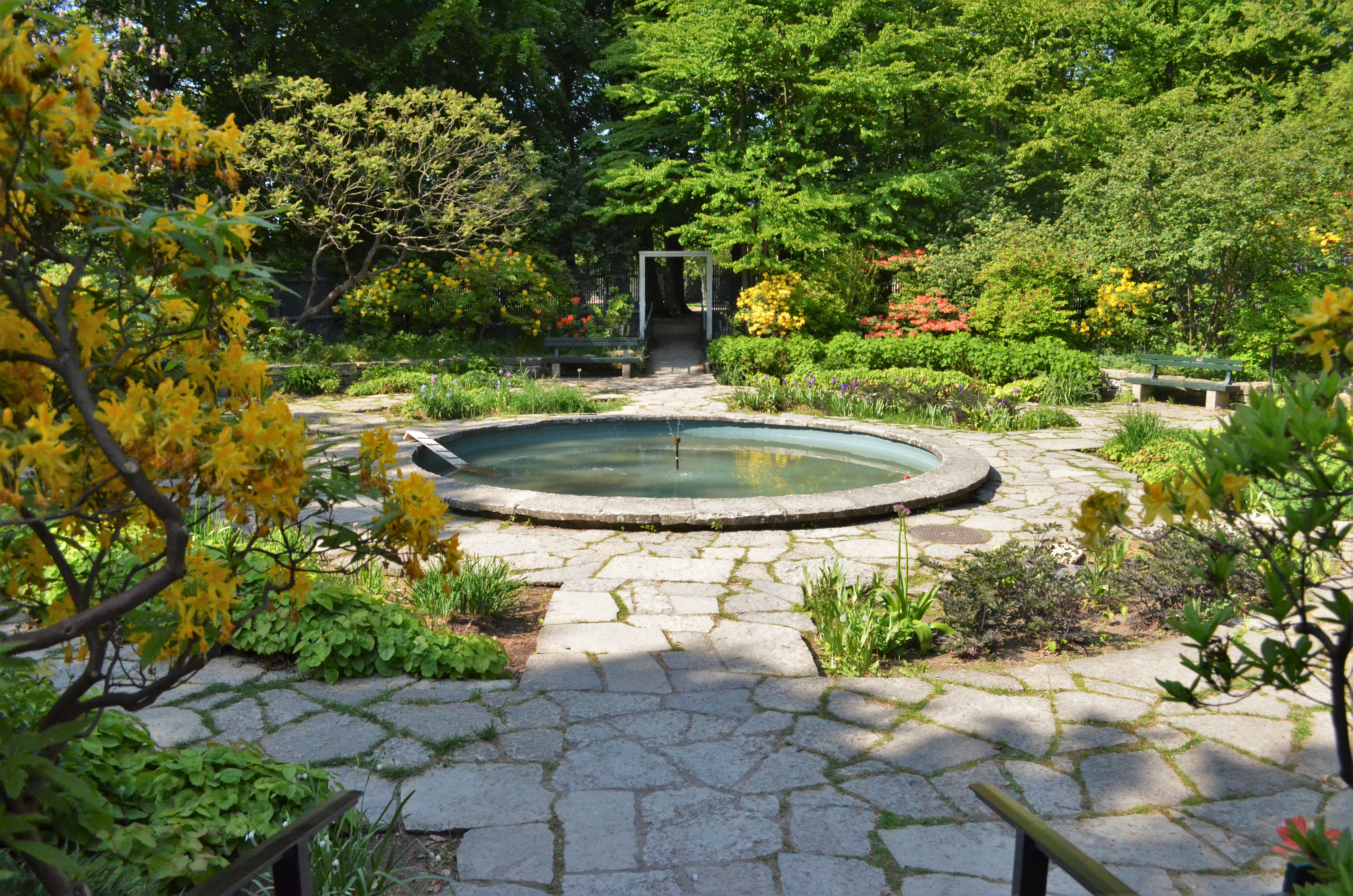
Vikingsbergsparken.
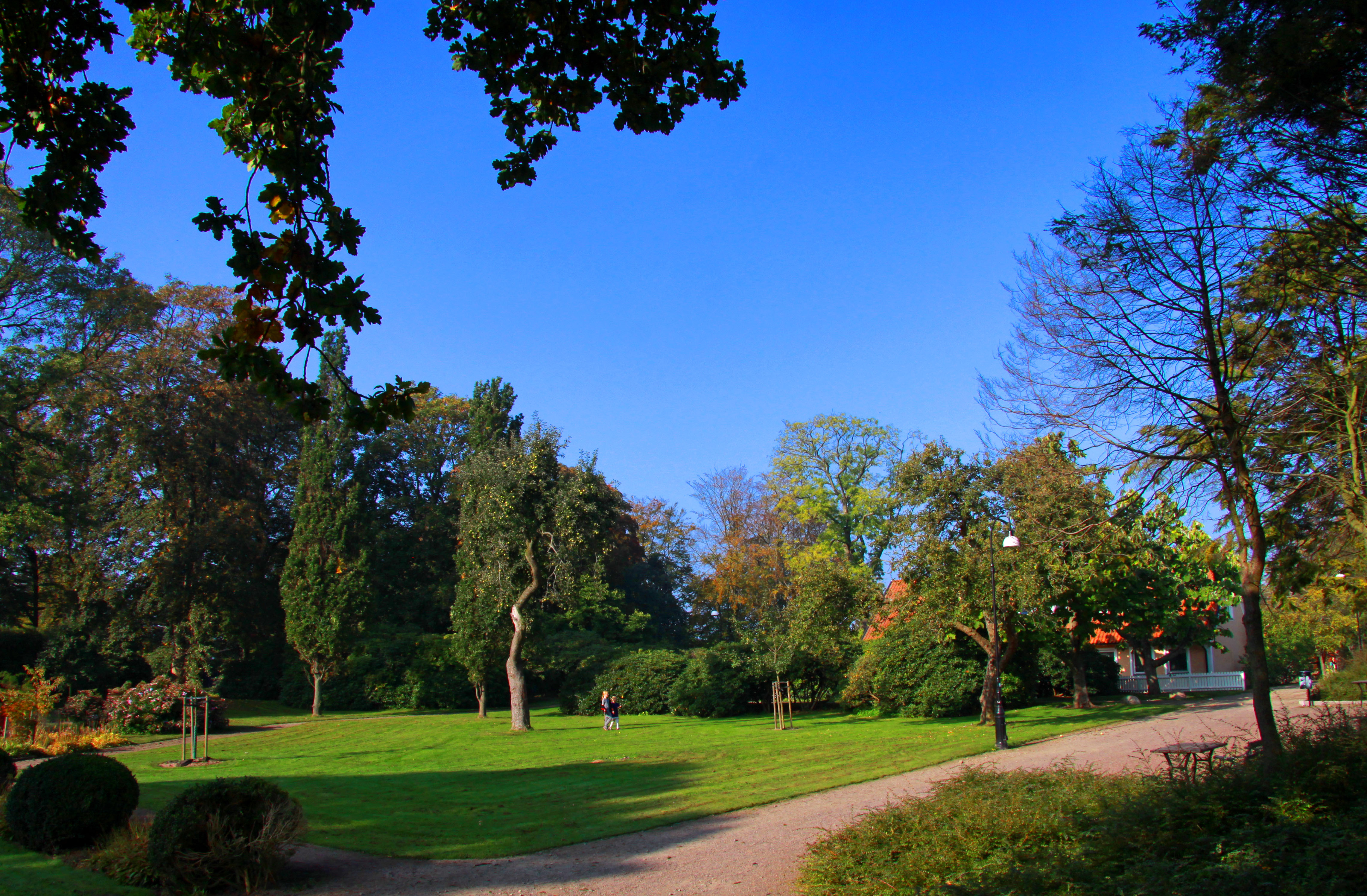
Vikingsbergsparken.
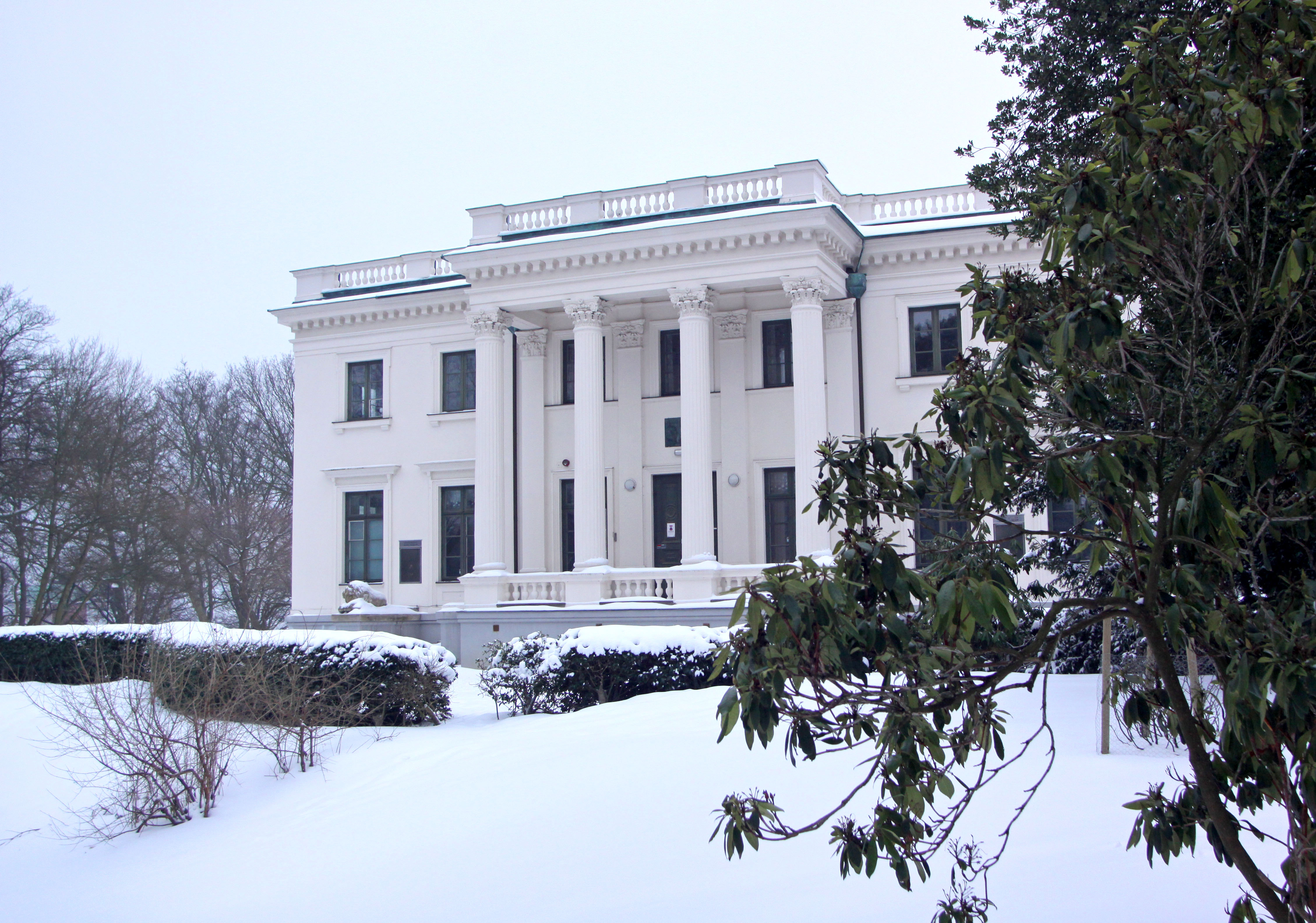
Vikingsberg.
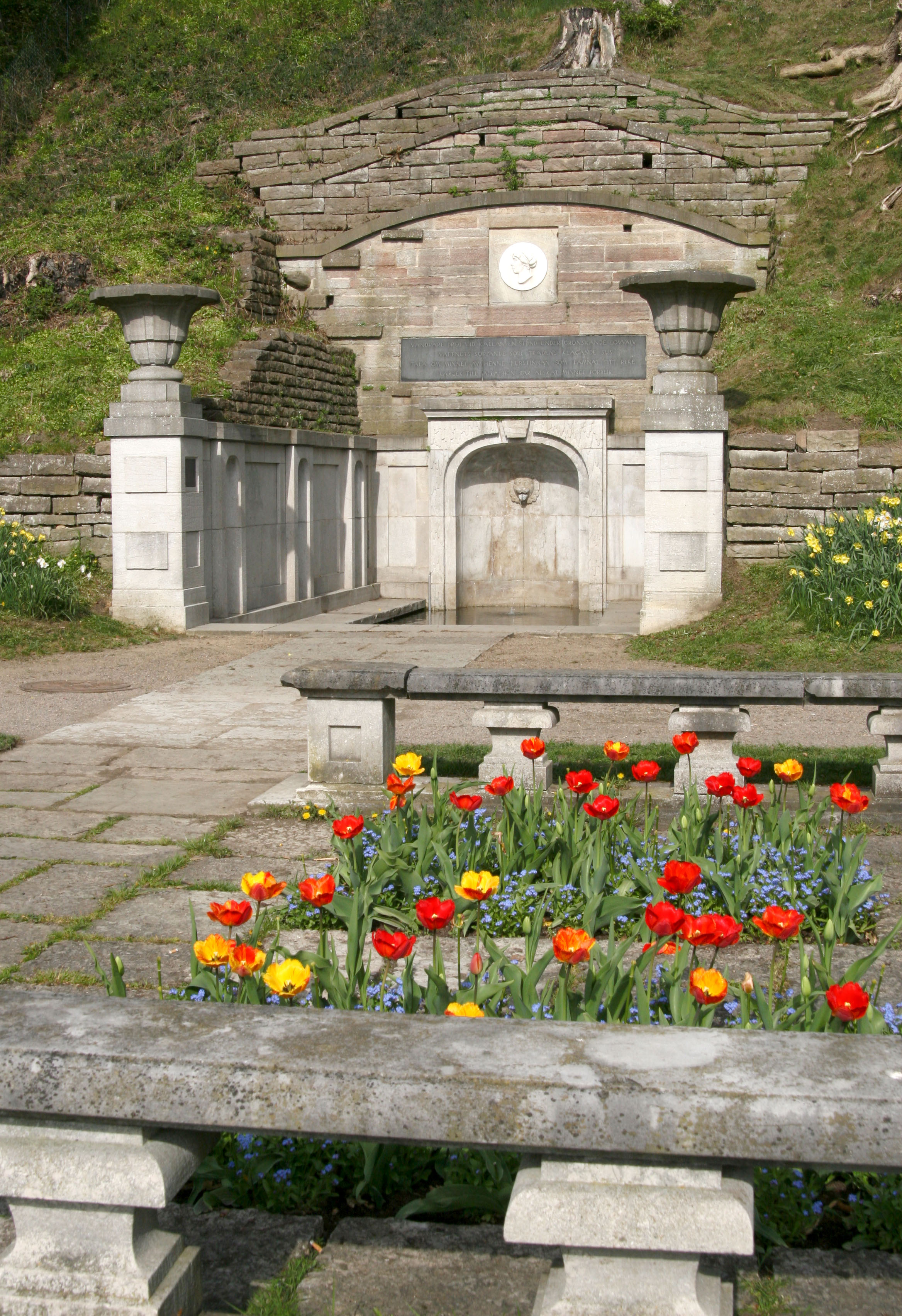
Margaretaplatsen.
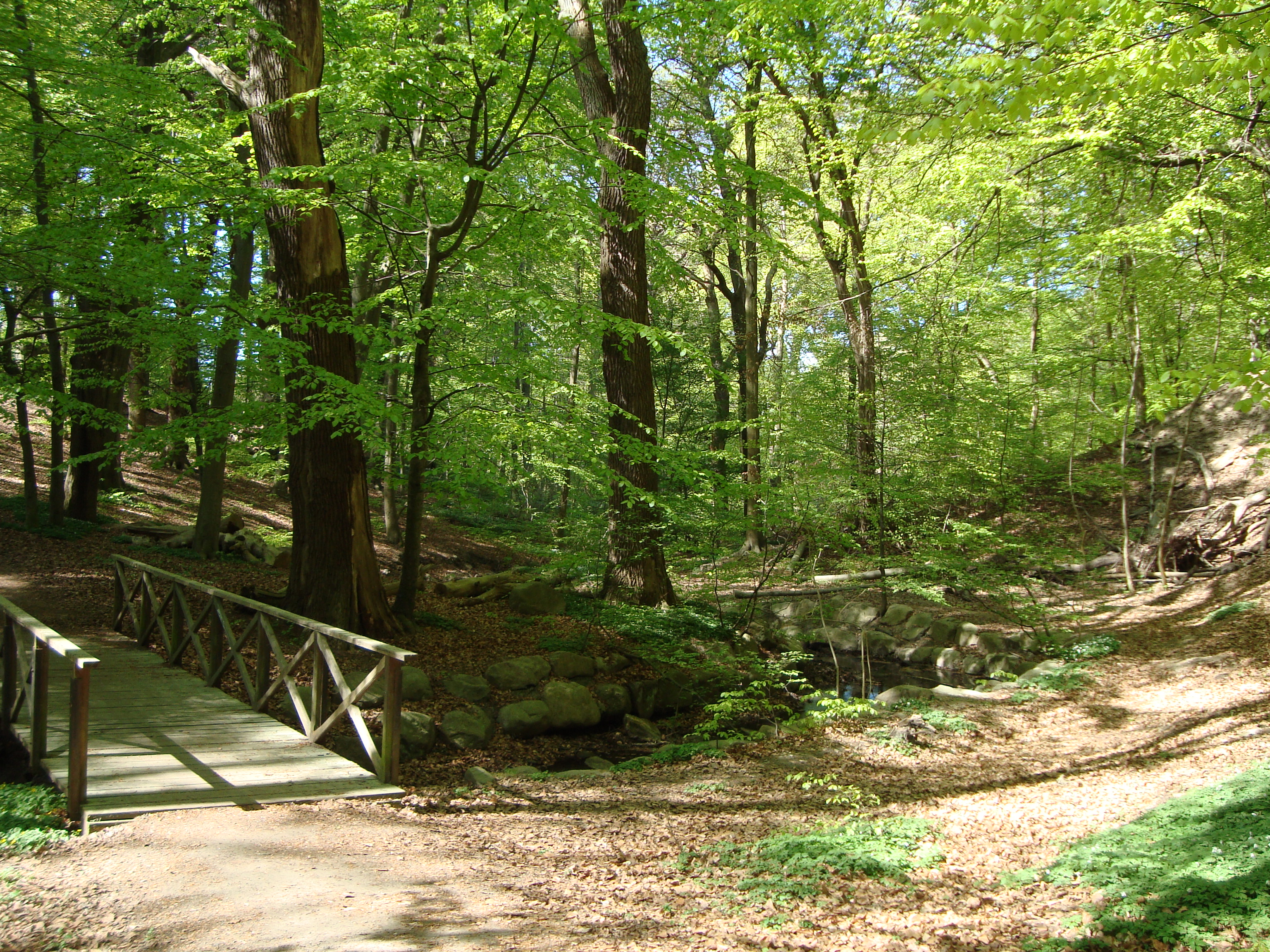
Pålsjö skog.
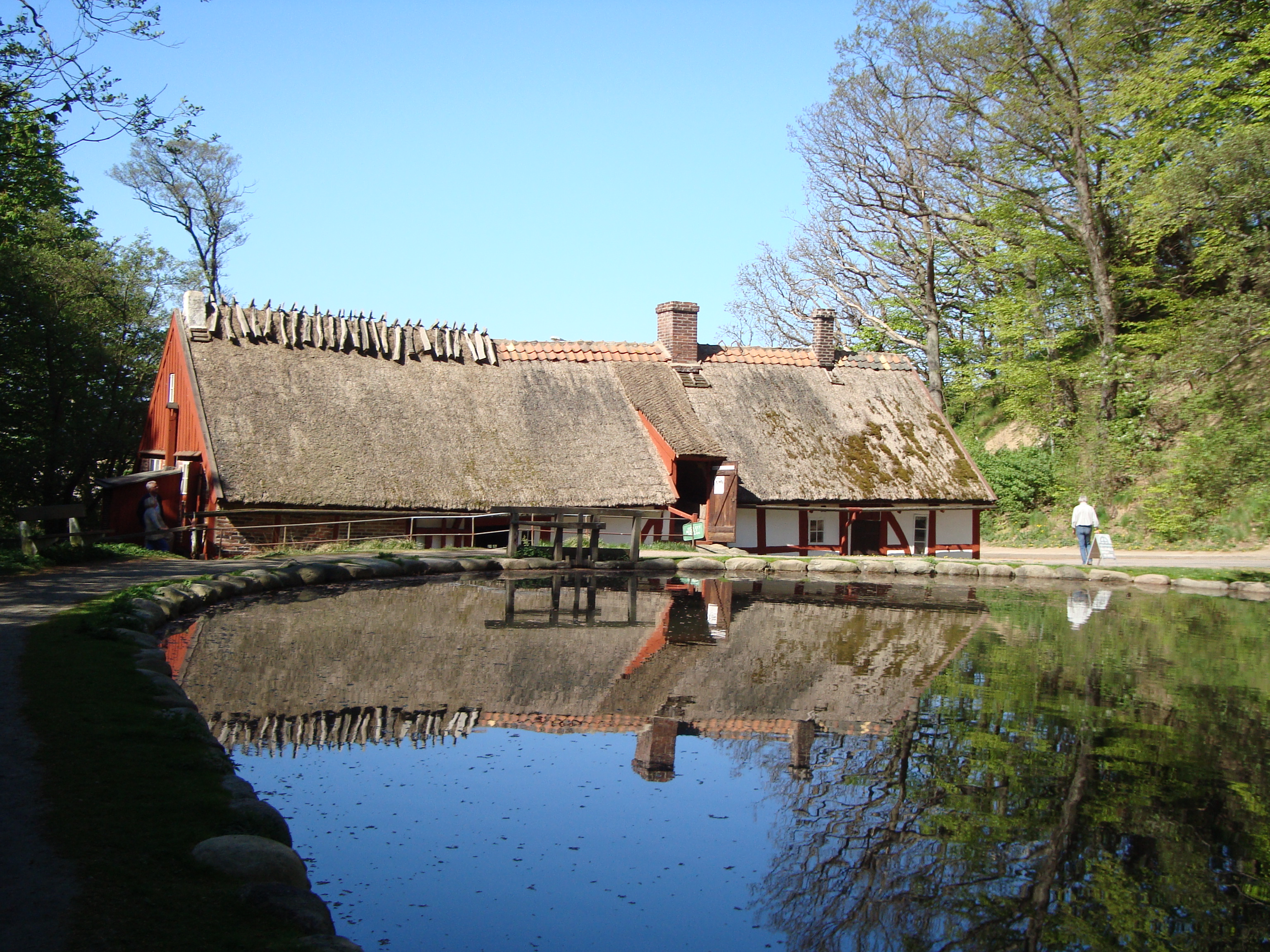
Pålsjö mölla.
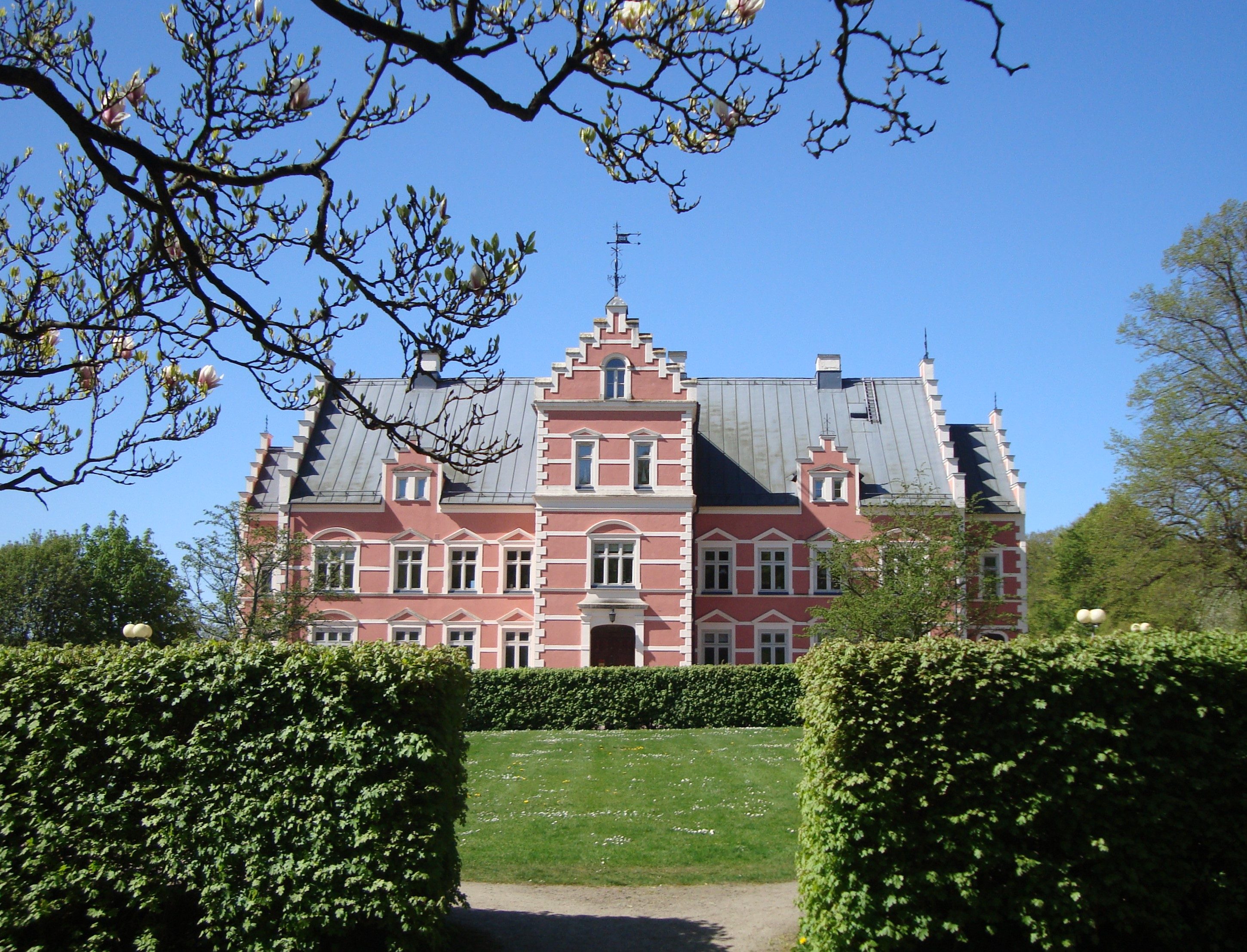
Pålsjö slott.
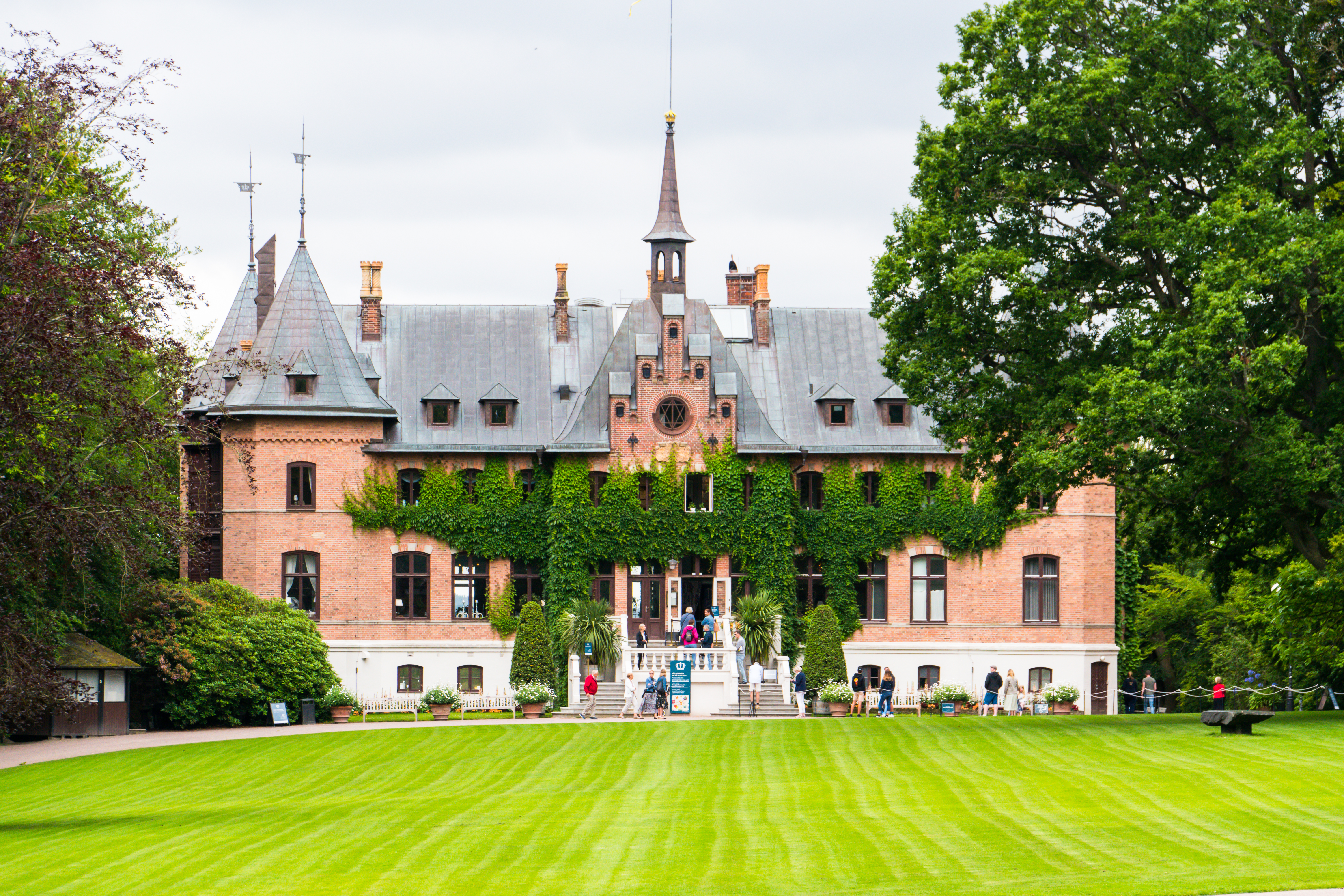
Sofiero slott.

## Kärnan–Raus kyrka
Den sydliga sträckan invigdes 2005 och sträcker sig från Kärnan och söderut till Raus kyrka och Rååns dalgång. Denna del av promenaden passerar Rosenträdgården, Donationskyrkogården, Sturzen-Beckers park, Folkets park, Jordbodalen, Ramlösa brunnspark och Ättekulla gravfält för att avsluta vid Raus kyrka vid naturreservatet i Rååns dalgång.

### Bildgalleri

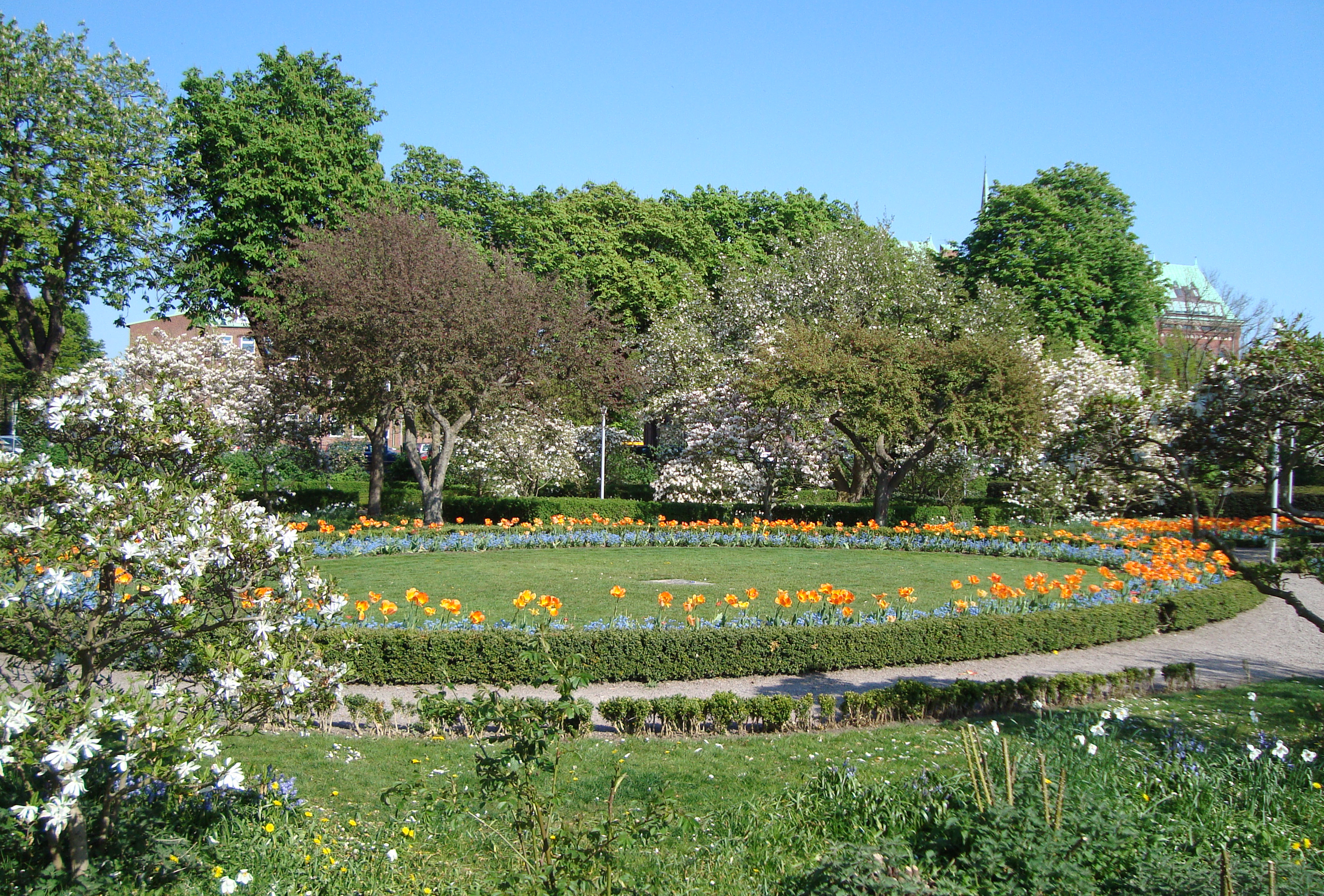
Rosenträdgården.
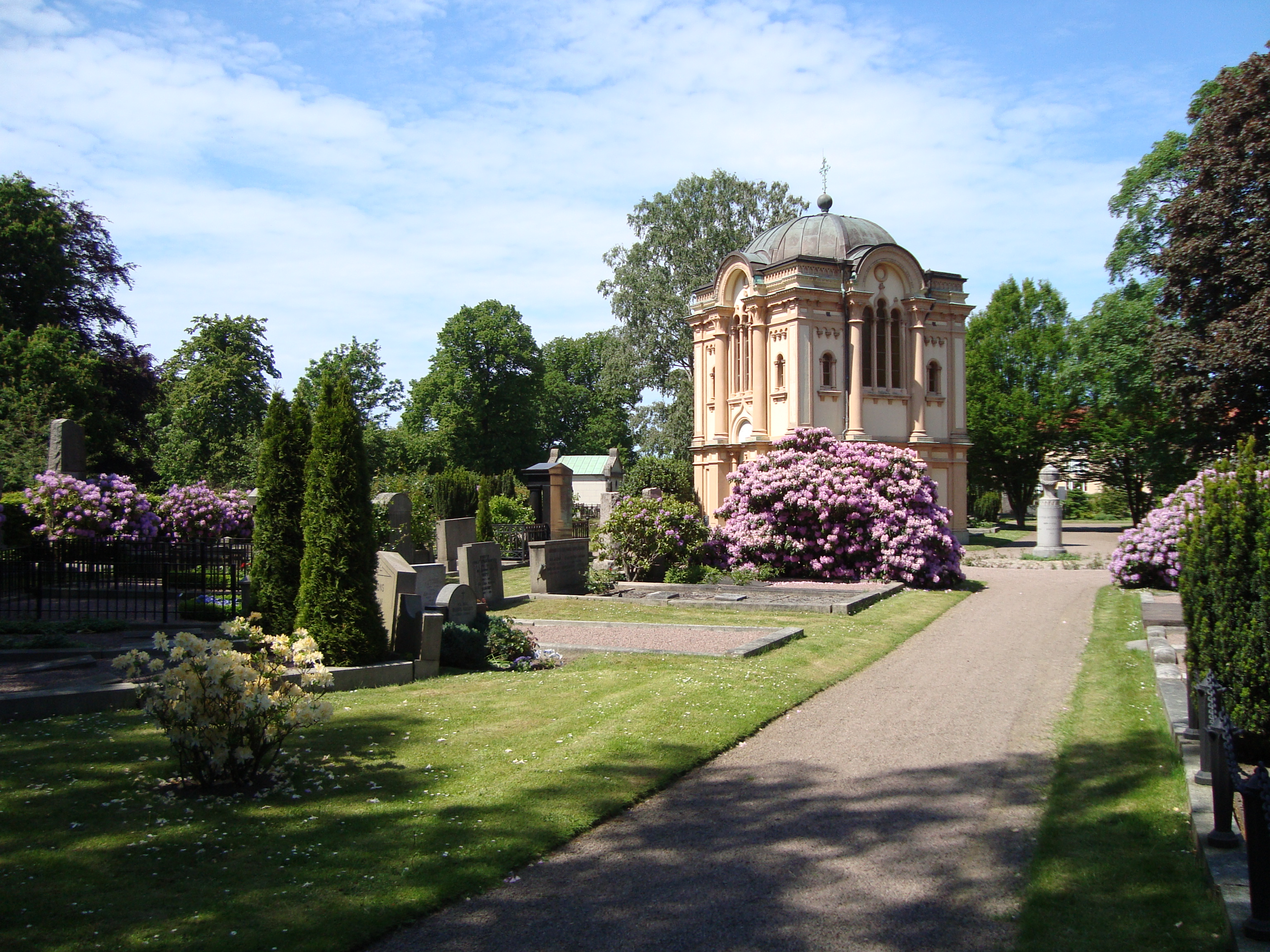
Donationskyrkogården.
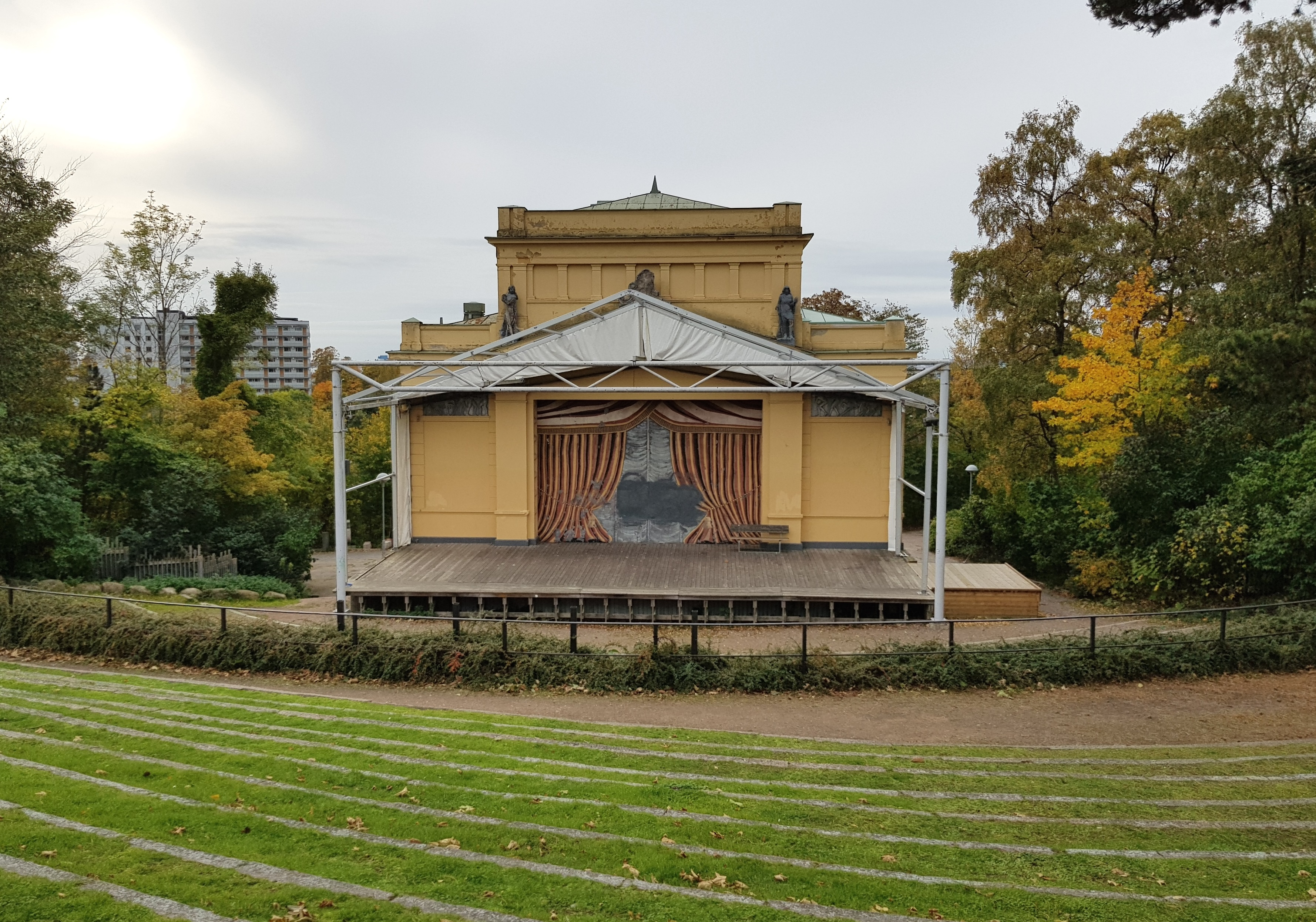
Folkets park.
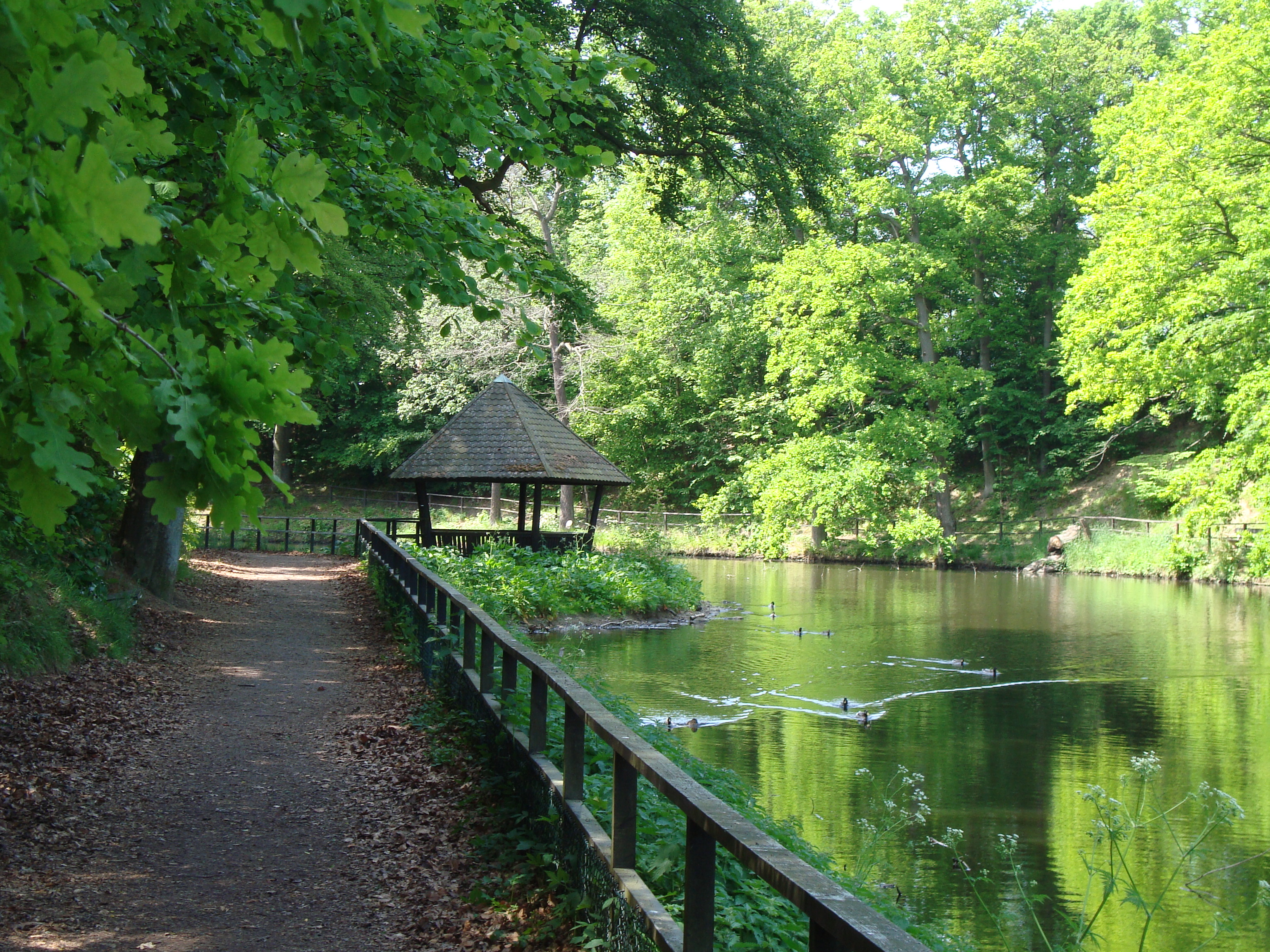
Jordbodalen.
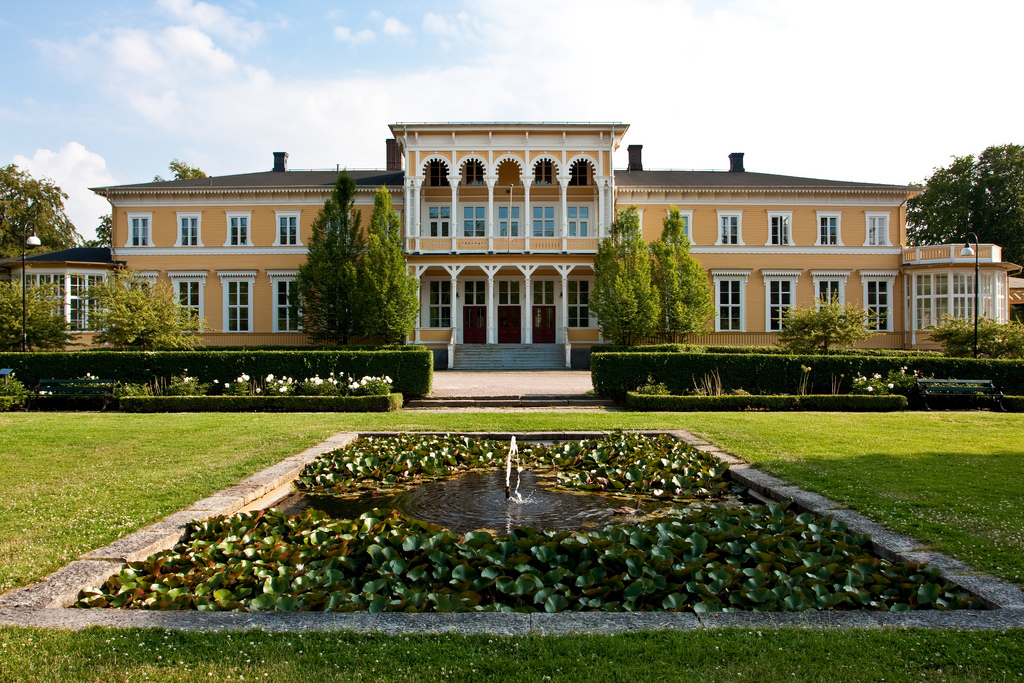
Ramlösa brunnshotell.
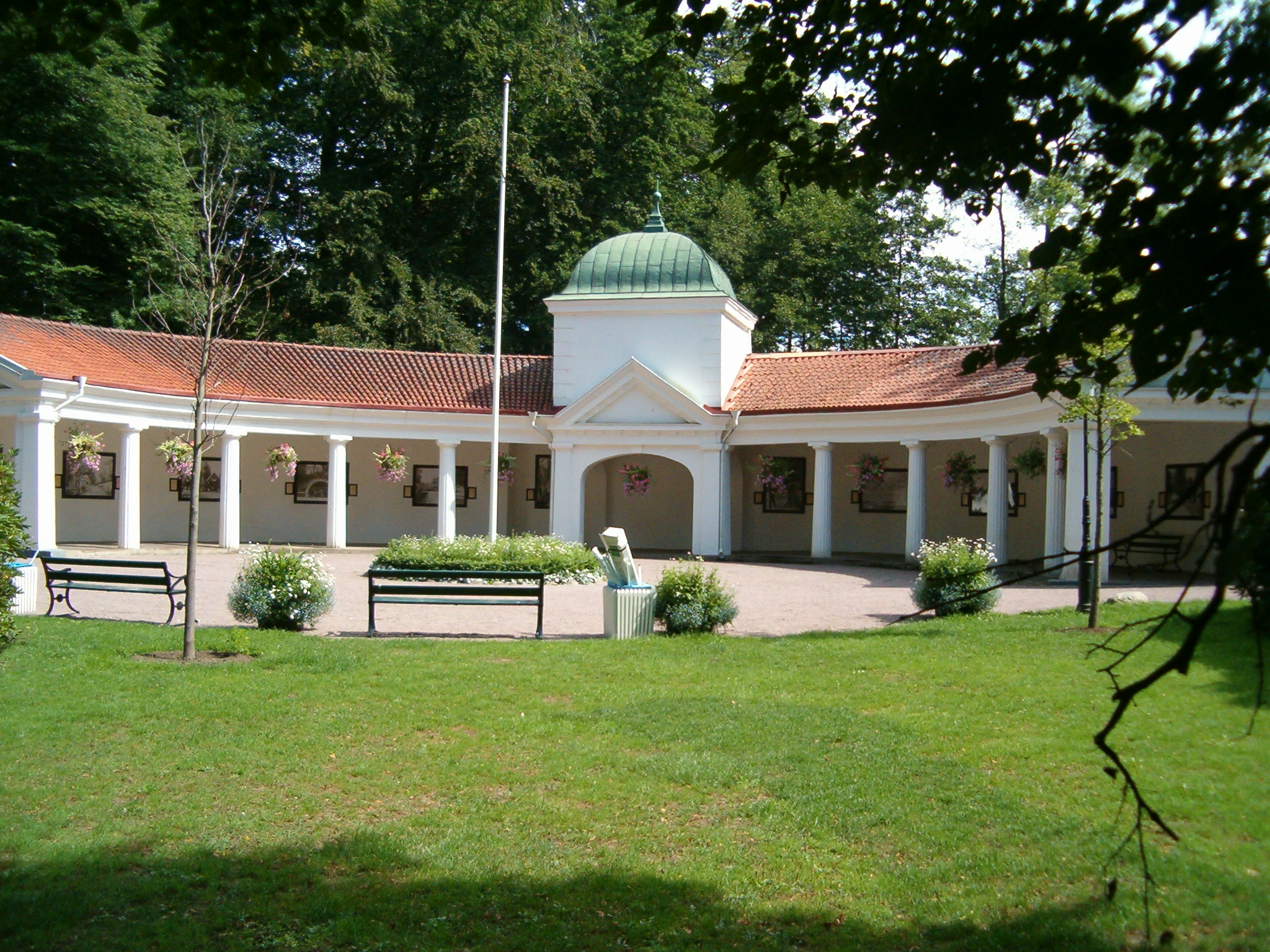
Vattenpaviljongen i Ramlösadalen.
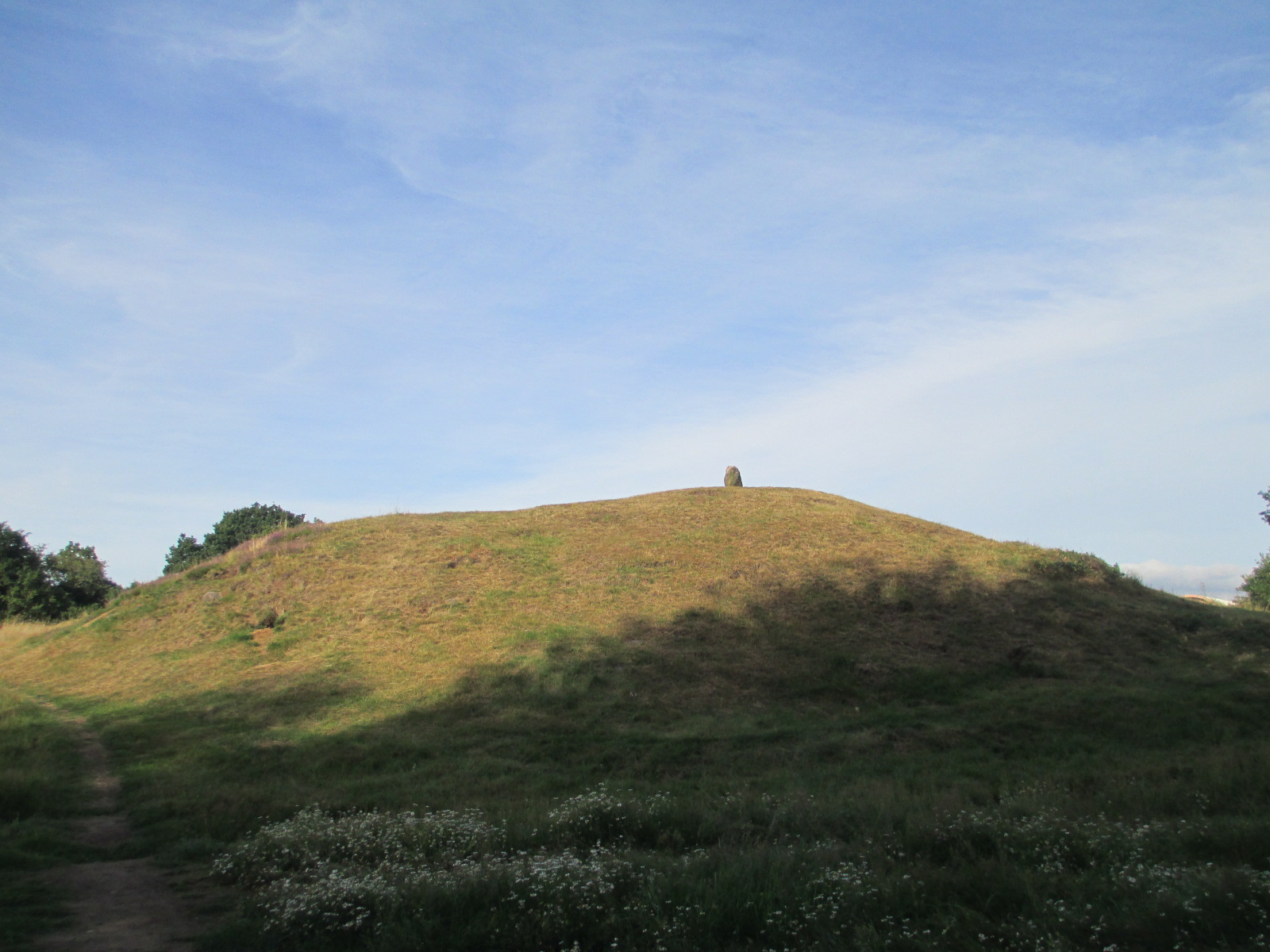
Ättekulla gravfält.
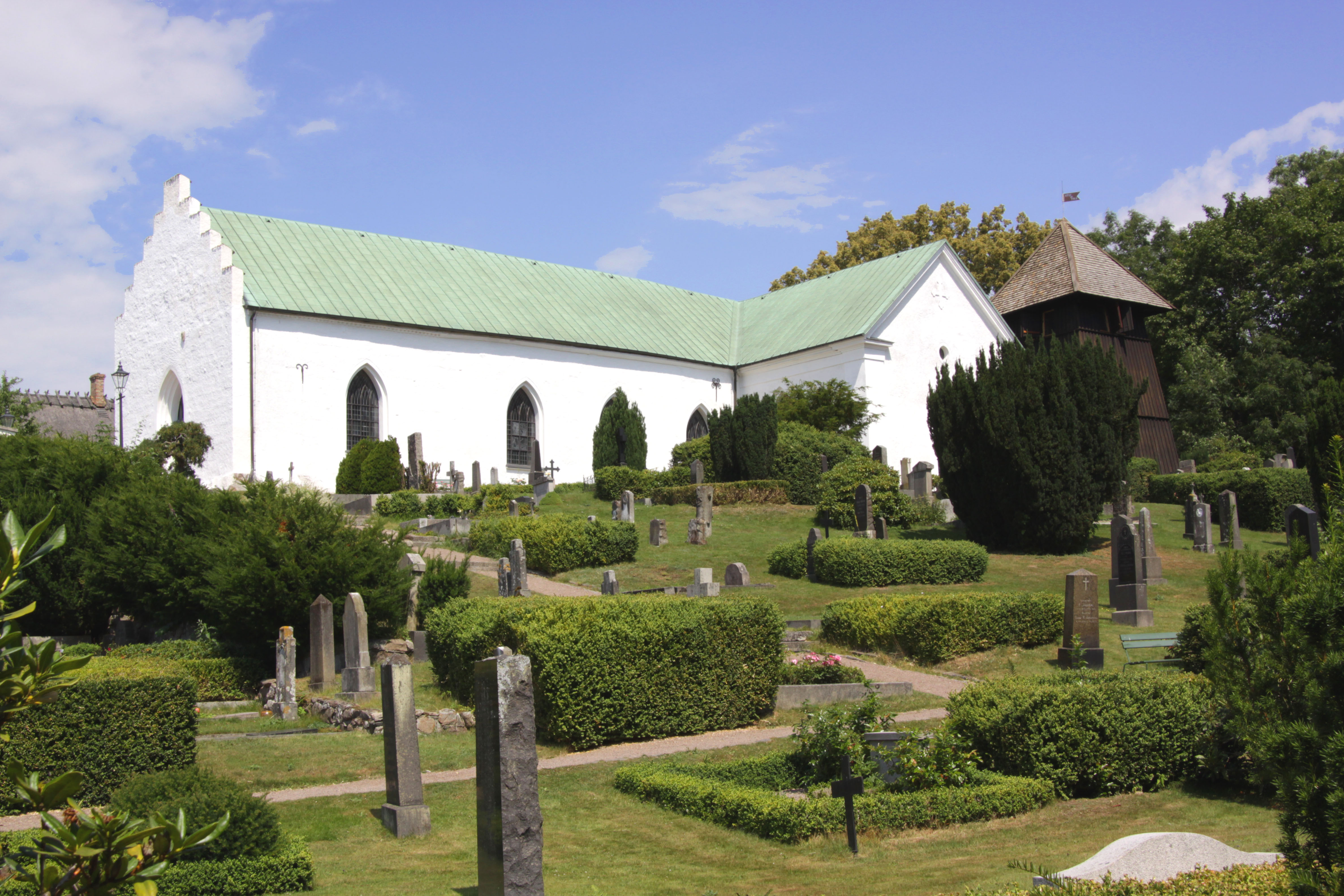
Raus kyrka.
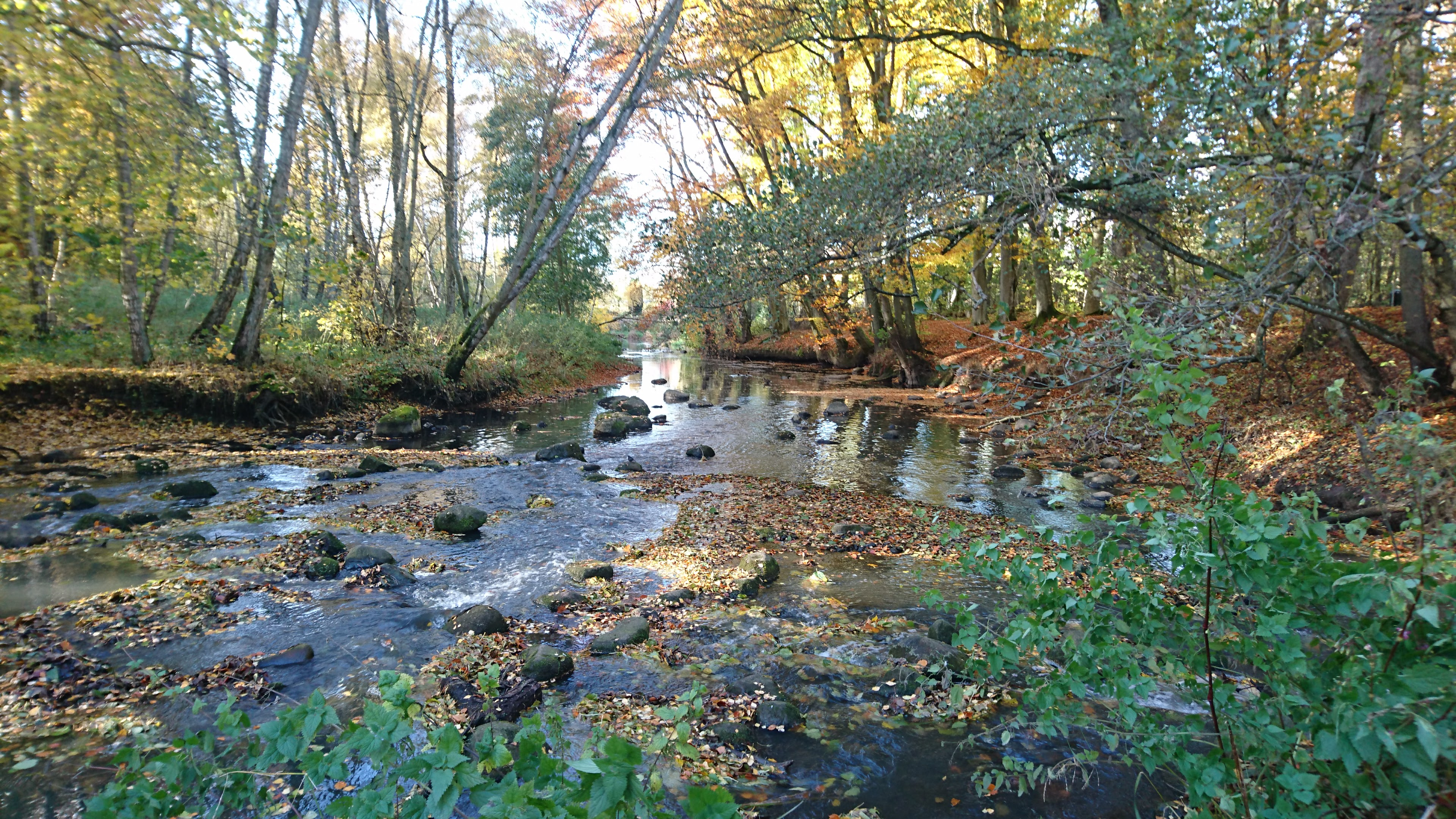
Råån.